# Lalle I Camponeschi
(Leopoldo Palatini, La signoria nell'Aquila degli Abruzzi dalla seconda metà del secolo XIII al principio del XV, in Deputazione abruzzese di storia patria, Bollettino della Società di storia patria Anton Ludovico Antinori negli Abruzzi, punt. 23, L'Aquila, Tipografia Cooperativa, 1900, p. 230)
Lalle I Camponeschi (L'Aquila, 1300 circa – Bazzano, 2 luglio 1354) è stato un nobile e condottiero italiano, conte di Evoli, Monteodorisio, Montorio e Sant'Agata, signore di Atessa, Città Sant'Angelo, Forcella, Molise, Preturo, Spoltore e Vasto, podestà di Foligno e Perugia, gran connestabile del Regno di Napoli e governatore dell'Aquila dal 1345 fino alla sua morte.

## Biografia

### Nascita e origini familiari
Lalle Camponeschi nacque all'Aquila intorno all'anno 1300 da Giovanni, detto Gianni, a sua volta figlio di Matteo Camponeschi. È indicato come Lalle I per distinguerlo dal figlio omonimo e da altri esponenti del casato aventi lo stesso nome; il diminutivo Lalle per Ludovico (o Luigi) sarebbe stata infatti una consuetudine della famiglia Camponeschi, documentata già da un primo Lalle, vissuto nell'893, trisnonno del capostipite Camponesco.

### Scontri con le fazioni rivali
Di fede ghibellina, Lalle I viene citato per la prima volta nel 1334 quando fu podestà di Foligno e Perugia, oltre che impropriamente nella Nova Cronica, curata dal cronista Giovanni Villani e dai parenti Matteo e Filippo. In quel periodo i Camponeschi si misero in mostra in città come massima espressione del ceto borghese di derivazione mercantile in opposizione ai Pretatti, di fede guelfa ed espressione del feudalesimo di natura conservativa; si originò così un durissimo conflitto tra fazioni che durò per tutto il XIV secolo.
Nonostante Lalle I vantasse influenti amicizie a corte, il re Roberto d'Angiò prese le parti dei Pretatti e lo bandì dalla città nel 1337. Approfittando di un accordo con Bonagiunta di Bonagiunta di Poppleto, il Camponeschi riuscì a rientrare all'Aquila nel gennaio 1338, salvo poi svelare l'inganno e tentare di sopraffare la fazione rivale, venendo però sconfitto a causa del ritorno in città di Todino Pretatti con le truppe regie. Ad un successivo attacco in aprile seguì una nuova sconfitta che comportò la perdita, per Lalle I, delle terre di famiglia.
Nel 1342 i Camponeschi riuscirono a sconfiggere il Bonagiunta a Cascina ed il 1º novembre poterono quindi rientrare all'Aquila. Conscio della protezione napoletana di cui godevano i Pretatti, Lalle I finse di perdonare la casata rivale ma, alla morte di Roberto d'Angiò, si vendicò di essi espropriandone le proprietà ed esiliandoli.

### Dominio sull'Aquila e morte
Con l'uccisione del capofamiglia dei Bonagiunta di Poppleto nel 1345, Lalle I arrivò ad avere il totale controllo della città, potere che la famiglia mantenne con alterne vicende fino alla fine del XV secolo: la dinastia Camponeschi mise in mostra all'Aquila un'autorità simile a quella esercitata dai Medici a Firenze, dagli Scaligeri a Verona e dagli Sforza a Milano, e si connotò come una signoria autonoma all'interno del Regno di Napoli, venendo stimata, rispettata e temuta dalle altre casate del reame e dagli stessi sovrani napoletani e spagnoli. In particolare Lalle I instaurò un potere personale che assunse talvolta i caratteri della tirannia, come esplicitato dai cronisti dell'epoca.
Sotto il governo dei Camponeschi, L'Aquila accrebbe vistosamente il proprio prestigio, approfittando della posizione strategica a cavallo tra il Regno di Napoli e lo Stato Pontificio. Lalle I diede prova di audacia e lungimiranza politica appoggiando Luigi I d'Ungheria nella guerra di successione. Durante questo periodo si destreggiò in diverse battaglie, riuscendo a conquistare numerose città abruzzesi quali Chieti, Ortona, Lanciano, Vasto e, dopo aver vinto una strenua resistenza, Sulmona. All'occupazione di Napoli da parte delle truppe ungheresi nel 1348, godette quindi di numerosi privilegi ottenendo la carica di gran connestabile del Regno di Napoli e venendo insignito dei titoli di conte di Evoli, Monteodorisio, Montorio e Sant'Agata, e di signore di Atessa e Città Sant'Angelo e di altri feudi confiscati a Carlo d'Artus.
Con la cacciata degli ungheresi da Napoli e con la pace siglata nel 1352 tra Luigi I d'Ungheria e Luigi di Taranto, Lalle I fu costretto a sottomettersi al nuovo sovrano; alla venuta in città di quest'ultimo, si vide costretto a permettere il reintegro dei Pretatti e degli altri esiliati, salvo poi venire meno agli impegni. Inoltre la cittadinanza aquilana – abilmente sobillata dai Camponeschi – si mostrò vistosamente ostile al rientro degli esuli e diede luogo ad una sommossa al grido di «Viva il conte! Muoiano i traditori!». Nel 1354 Filippo di Taranto, fratello di Luigi, che aveva in progetto di limitare l'autorità di Lalle I, il 2 luglio giunse alle porte della città e, avendo inteso il gesto di rivolta contro i Pretatti come una sfida alla Corona, mentre lasciava la città, fece catturare e uccidere Lalle I a Bazzano.

## Discendenza
Lalle I Camponeschi si sposò nel 1345 in prime nozze con una dama dei Bonagiunta di Poppleto, il cui nome è ignoto, nipote del capofamiglia, in un'unione frutto di un accordo di pace tra entrambe le famiglie rivali. Da tale matrimonio nacquero due figli:
- Enrico/Arrigo, primogenito, conte di Monteodorisio e ciambellano[14];
- Lalle II, conte di Montorio, governatore dell'Aquila e gran connestabile del Regno di Napoli, andato in sposo ad Elisabetta Acquaviva[14].

Successivamente, si risposò a Napoli nel 1348 con Diana Barile, figlia di Petricone, che gli portò in dote la contea di Monteodorisio, già stata di Carlo d'Artus (decapitato per aver assassinato il duca di Calabria Andrea d'Ungheria), poi confermata dalla regina Giovanna I d'Angiò, e dalla quale dovette nascere Pietruccio, di cui si hanno scarse notizie. Curiosamente, dato l'alto numero di feudi raggiunto da Lalle I, la sovrana, poco dopo avergliela confermata, girò la contea di Monteodorisio al di lui fratello Giovanni, detto Giannotto, e, una volta morto questi senza discendenza, verrà ereditata dal nipote Enrico/Arrigo e in seguito da suo figlio Melchiorre, facendo da ultimo ritorno al reale demanio.